# Liste der Monuments historiques in Lanmérin
Die Liste der Monuments historiques in Lanmérin führt die Monuments historiques in der französischen Gemeinde Lanmérin auf.

## Liste der Bauwerke
| Bezeichnung                      | Beschreibung              | Standort | Kennzeichnung | Schutzstatus | Datum | Bild           |
| -------------------------------- | ------------------------- | -------- | ------------- | ------------ | ----- | -------------- |
| Kapelle Saint-Jérôme de la Salle | Erbaut im 16. Jahrhundert | (Lage)   | PA00089256    | Classé       | 1930  | weitere Bilder |

## Liste der Objekte

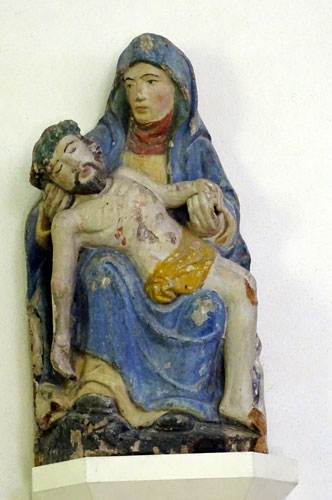
Pietà (17. Jahrhundert) in der Kirche St-Mérin

- Monuments historiques (Objekte) in Lanmérin in der Base Palissy des französischen Kultusministeriums